# سید محمدعلی موحد ابطحی
سید محمد علی موحد ابطحی (زاده ۱۳۰۹ – درگذشته ۲۹ شهریور ۱۳۸۱) از مراجع تقلید ایرانی بود.
وی از علماء بسیار پرکاری بود که در علم رجال، علم حدیث، علم فقه و تفسیر قرآن صاحب نظر و شناخته شده در ایران و عراق و عربستان بود.

## خاندان

### نسب
نسب ایشان به ابراهيم المرتضى مدفون در حرم شاهچراغ شیراز می رسد.

### پدر
پدرش سید مرتضی موحد ابطحی بود که در اصفهان به تدریس دروس حوزوی، وعظ و خطابه و ارشاد، و طبابت طب سنتی می‌پرداخت و بیماری علامه محمدحسین طباطبایی را درمان کرده بود. مجله حوزه مصاحبه‌ای با وی داشته و آن را منتشر کرده‌است. متن کامل این مصاحبه را در این نشانی بخوانید آرامگاه وی در شهر اصفهان می‌باشد.

### مادر
مادرش دختر محمدتقی موسوی اصفهانی (نویسنده کتاب مکیال المکارم) بود.

### برادران
برادران وی عبارت‌اند از: آیة الله سید محمدباقرموحد ابطحی، حجة الاسلام و المسلمین  سید علی موحد ابطحی، سید محمدرضا، سید حجت، سید حسن، سید حسین.

## تحصیل
وی در هشت سالگی به تحصیل علوم دینی روی آورد و پس از فراگیری علوم مقدماتی، در پانزده سالگی به حوزه علمیه قم مهاجرت کرد. سپس در قم در درس‌های خارج شرکت جست. وی در سال ۱۳۳۳ و به توصیه مرتضی حائری یزدی به نجف سفر کرد و به شاگردی در استادان حوزه علمیه نجف و تدریس دروس خارج پرداخت. سیدموسی صدر که بعدها رهبر شیعیان لبنان شد مهم‌ترین هم‌مباحثه او در سال‌های حضور در نجف بود. وی در سال ۱۳۵۳ش پس از بیست سال تحصیل و تدریس در نجف، به اصفهان بازگشت و در سال ۱۳۶۷ به قم سفر نمود.

### در حوزه علمیه اصفهان
استادان وی در اصفهان (۱۳۵۵ تا ۱۳۶۴ قمری) عبارت بودند از: سید مرتضی موحد ابطحی، عباس ناصح، سید آقا جان، سید محمد طبیب زاده، محمود مفید، سید محمد باقر حسینی سدهی، هبه الله هرندی، سید عبد الحسین طیب، رحیم ارباب، میرزا رضا کلباسی، محمد باقر قزوینی، سید ابوالقاسم طبیب (طب)، میرزا علی آقا شیرازی (طب).

### در حوزه علمیه قم
(۱۳۶۴ تا ۱۳۷۳ قمری):
سید حسین طباطبایی بروجردی، محمد حجت کوه‌کمری، سید محمد صادق روحانی، سید روح‌الله خمینی، سید احمد خوانساری، علامه محمدحسین طباطبایی، میرزا رضی تبریزی، سید زین العابدین کاشانی، محقق داماد، سید محمدرضا گلپایگانی، شیخ مهدی مازندرانی، میرزا علی آقا شیرازی، مهدی حائری یزدی، عبدالنبّی عراقی
موحدابطحی یکی از پنج نفری بودند که به‌طور خصوصی و غیررسمی به درس خارج فلسفه محمدحسین طباطبایی حاضر می‌شدند. 

### در حوزه علمیه نجف
(۱۳۷۳ تا ۱۳۹۴ قمری)
سید محسن حکیم، سید عبدالهادی شیرازی، سید جمال الدین گلپایگانی، سید محمود شاهرودی، سید ابوالقاسم خوئی.

## تدریس
خارج فقه: وی در مدرسه صدر در نجف، در مدرسه چهارباغ، در مدرسه صدر بازار اصفهان و مسجد ابوطالب در خیابان چهارمردان قم به تدریس خارج فقه می‌پرداخت.
خارج اصول: وی در مدرسه صدر در نجف، در مدرسه چهارباغ، در مدرسه صدر بازار اصفهان و مسجد ابوطالب در خیابان چهارمردان قم به تدریس خارج فقه می‌پرداخت.
خارج رجال: وی در مدرسه صدر در نجف اشرف به تدریس قواعد علم رجال می‌پرداخت.
اخلاق: وی در مدرسه چهارباغ اصفهان (عصرها) و سپس مدرسه صدر بازار اصفهان (روزهای پنج شنبه) برای مدت چند سال به تدریس اخلاق می‌پرداخت.
اعتقادات وی در دوران جکومت پهلوی و سال‌هایی پس از انقلاب، جمعه شبها در مسجد بقیةالله در خیابان خواجو (اصفهان) به تدریس عقائد و روشنگری ضد طاغوت و طاغوتیان برای عموم مردم می‌پرداخت.
تفسیر قرآن: وی روزهای جمعه هر هفته در اصفهان در خلال سال‌های جنگ ایران و عراق در منزل خود در خیابان هاتف به تفسیر قرآن برای طلاب، روحانیون، دانشگاهیان و… می‌پرداخت. این درس تفسیر معمولاً بیش از ۲ ساعت به طول می‌انجامید.
پس از بازگشت از نجف، سید حسین خادمی (پدر ایشان: سید جعفر خادم الشریعه با پدر امام موسی صدر عموزاده بودند) وی را به امامت نماز مدرسه صدر بازار (مرکز حوزه علمیه اصفهان) را به ایشان واگذار کرد و ایشان تا زمان هجرت به قم و سپس در ایامی که به اصفهان بازمی‌گشتند به اقامت نماز جماعت در آنجا می‌پرداختند.

## آثار
از او یکصد و چهل و پنج عنوان کتاب در علوم تفسیر و فقه، اصول و رجال، حدیث، تاریخ، کلام و فلسفه و سایر مسائل اسلامی بر جای مانده و بنا به گفته فرزندانش شماره دست‌نویس‌های ایشان به بیش از هفتصد عدد می‌رسد.

## آثار منتشر شده
۱. «تهذیب المقال فی تنقیح کتاب الرجال» (۵ جلد به چاپ رسیده و ۵ جلد آن هنوز چاپ نشده‌است، جلد اول و دوم آن در نجف و قبل از کتاب معجم رجال حدیث و تفصیل طبقات رواه نوشته سید ابوالقاسم خوئی (۱۳۸۹ قمری) به چاپ رسیده‌است)
بنا بر اعتراف یکی از محققان، با نوشتن کتاب تهذیب المقال (در تصحیح و شرح رجال نجاشی) کاری بس عظیم و عدیم المثال عرضه شده‌است… بحث‌های جالب و ابتکاری فراوانی دارد… همه صفحات کتاب مشتمل بر تحقیقات ارزنده رجالی است که هیچ عالم رجالی خود را مستغنی از آن نخواهد یافت.
... از منابع تاریخی و رجالی اهل سنت به خوبی و به‌طور گسترده استفاده شده‌است… 
۲. «رساله فی آل اعین»
۳. «تاریخ آل زراره» دربارهٔ ابوغالب زراری و خاندان فقیه و محدث وی می‌باشد.
۴. «مصادر فقه الشیعه فی شرح وسائل الشیعه» (۲ جلد از آن پس از مرگ او به چاپ رسید)
وی انگیزه تحقیق و تألیف این کتاب را چنین بیان کرده است: «و لکن القصد و الغایۀ تحقیق الأحادیث المذکورۀ فی الأبواب سنداً و دلالۀ و عموماً و إطلاقاً و خصوصاً و تقییداً و جهۀ و شاهداً من غیرها أو منافیاً لها و سائر ما یحتاج الفقیه المستنبط إلیه فی إستخراج الأحکام الشرعیۀ من هذه المصادر الحدیثیه»
۵. «مسائلی از فقه شیعه»
۶. «بررسی و نقد و تحلیل پیش نویس قانون اساسی جمهوری اسلامی ایران»
این کتاب در ۱۳۵ صفحه در سال ۱۳۵۸ در اصفهان منتشر شد که با توجه به تاریخ انتشار این کتاب، اولین و جامعترین نقد و بررسی پیش‌نویس قانون اساسی ایران می‌باشد. مقدمه یازده صفحه‌ای آن شامل ۱۱ نکته مهم در هدف مردم از تشکیل دولت و نظام، دوام قانون و نظام، فرق قوانین تجربی و فطری، نحوه انتخاب نظام توسط مردم، نظام توحیدی و فطری، ویژگی‌های انقلاب ایران، مبنای قانون اساسی، افراد صلاحیتدار برای وضع قانون، معیار مردود شدن نظام و قانون، و سه ایراد مبنایی بر پیش‌نویس قانون اساسی می‌باشد.
متن کتاب تمامی اصول مندرج در پیش‌نویس قانون اساسی را با دلایل عقلی، روائی، قرآنی، فقهی و… تحلیل و نقد کرده، برخی از آن‌ها را صریحاً مخالف اسلام و قرآن و شرع دانسته، و برخی را نیازمند اصلاح و دانسته، بعضی از آن‌ها را با یکدیگر متعارض و متنافی دانسته‌است. البته نویسنده برخی از اصول را قابل تفکیک، قابل ادغام یا قابل جایگزینی دانسته‌است.
۷. «مناسک حج و عمره»

## آثار منتشر نشده
۱) «کتاب الغدیر»
سید عبدالعزیز طباطبایی صد و بیست و پنجمین اثر نوشته شده دربارهٔ غدیر را همین کتاب می داند و به معرفی این کتاب و نویسنده‌اش (در بخش قرن پانزدهم) می‌پردازد.
۲) «جامع الرواه»
حاوی تمامی اسامی راویانی که نام آن‌ها در روایات و کتاب‌های گذشتگان از اصحاب ذکر شده‌است (نقل از مقدمه جلد اول تهذیب المقال).
۳) «جامع الاخبار»
حاوی تمام اخبار روایت شده از ائمه اطهار در مدح راویان یا در ذم آن‌ها به ما رسیده‌است (نقل از مقدمه جلد اول تهذیب المقال).
۴) «الطیقات الرواه»
حاوی طبقات راویان از اصحاب پیامبر و ائمه اطهار می‌باشد (نقل از مقدمه جلد اول تهذیب المقال).
۵) «قواعدالرجال»
ایشان در مقدمه ۱۴۸ صفحه‌ای از جلد اول تهذیب المقال، مکرر از کتاب دیگر خود به نام قواعد الرجال نام می‌برد یا به آن ارجاع می‌دهد. البته ایشان هنگامی که در نجف بودند، به تدریس قواعد الرجال در مدرسه صدر نجف پرداخته بودند. در منبع بی نام این کتاب دو جلدی یاد شده‌است. ایشان فائده سومی را از صفحات ۱۰۰ تا ۱۳۹ (مقدمه تهذیب المقال ج ۱) بیان می‌نماید که عمدتاً از کتاب قواعدالرجال خود اقتباس کرده‌است و این فائده سوم می‌تواند گویای این کتاب دو جلدی ارزشمند باشد که هنوز مخطوط باقی مانده‌است. این فائده شامل سه مطلب می‌باشد:
الف) آنچه که به شناخت راویان مربوط می‌شود. این عنوان شامل عناوین فرعی زیر است: ۱) آنچه که مدح و ذم راویان به آن ثابت می‌شود، ۲) آنچه که در حجیت خبر اعتبار دارد یا ندارد، ۳) وجه حجیت گفتار اصحاب الرجال، ۴) اعتبار گفتار متاخرین از اهل الرجال، ۵) شیوه‌های نجاشی در جرح و تعدیل.
ب) توثیقات عامه. این عنوان شامل عناوین فرعی زیر است: ۱) کسی که روایت نمی‌کند مگر از ثقه، ۲) کسی که به روایتش سکون هست، ۳) کسی که چیزی بر او طعن نمی‌شود، ۴) کسی که بر جمیع روایاتش اعتماد می‌شود، ۵) کسی که از اجلّه روایت کرده یا اجلّه از او روایت کرده‌اند، ۶) مأمون در حدیث، ۷) کسی که در حدیث ثقه‌است، ۸) اصحاب اجماع، ۹) تصحیح الطرق، ۱۰) وکاله الائمه
ج) اشکال در امارات عامه برای وثاقت. این عنوان در چهار وجه ارائه شده‌است.
۶) «وصیت‌نامه»
بخش‌هایی از وصیت‌نامه ایشان در اختیار عموم قرار گرفته‌است.

## درگذشت
او در ۱۳۰۹ خورشیدی در اصفهان متولد شد و در ۲۹ شهریور ۱۳۸۱ در بیمارستانی در تهران درگذشت. تشییع پیکر ایشان در 30 شهریور در تهران انجام و سپس به قم منتقل شد. قرار بود پس از آماده شدن محل دفن در حرم فاطمه معصومیه، پیکر ایشان از منزلش در خیابان انقلاب (چهارمردان) تشییع شود اما در سحرگاه پیکر وی در محل بیرونی (محل برگزاری مراسم دینی) توسط فرزندان و برخی از خویشان و دوستان دفن گردید. دفن شبانه موجب اعتراض و نگرانی هایی میان خویشان و علمای حوزه علمیه و مسئولان شد زیرا سابقه دفن پیکر سید محمد حسینی شیرازی در قسمت زنانه حرم فاطمه معصومه (به جای دفن در حسینیه) وجود داشت.